# Löstertal
Löstertal ist ein Stadtteil der Stadt Wadern im Landkreis Merzig-Wadern im Saarland. Löstertal liegt im moselfränkischen Sprachraum.

## Geographie

### Ortsteile

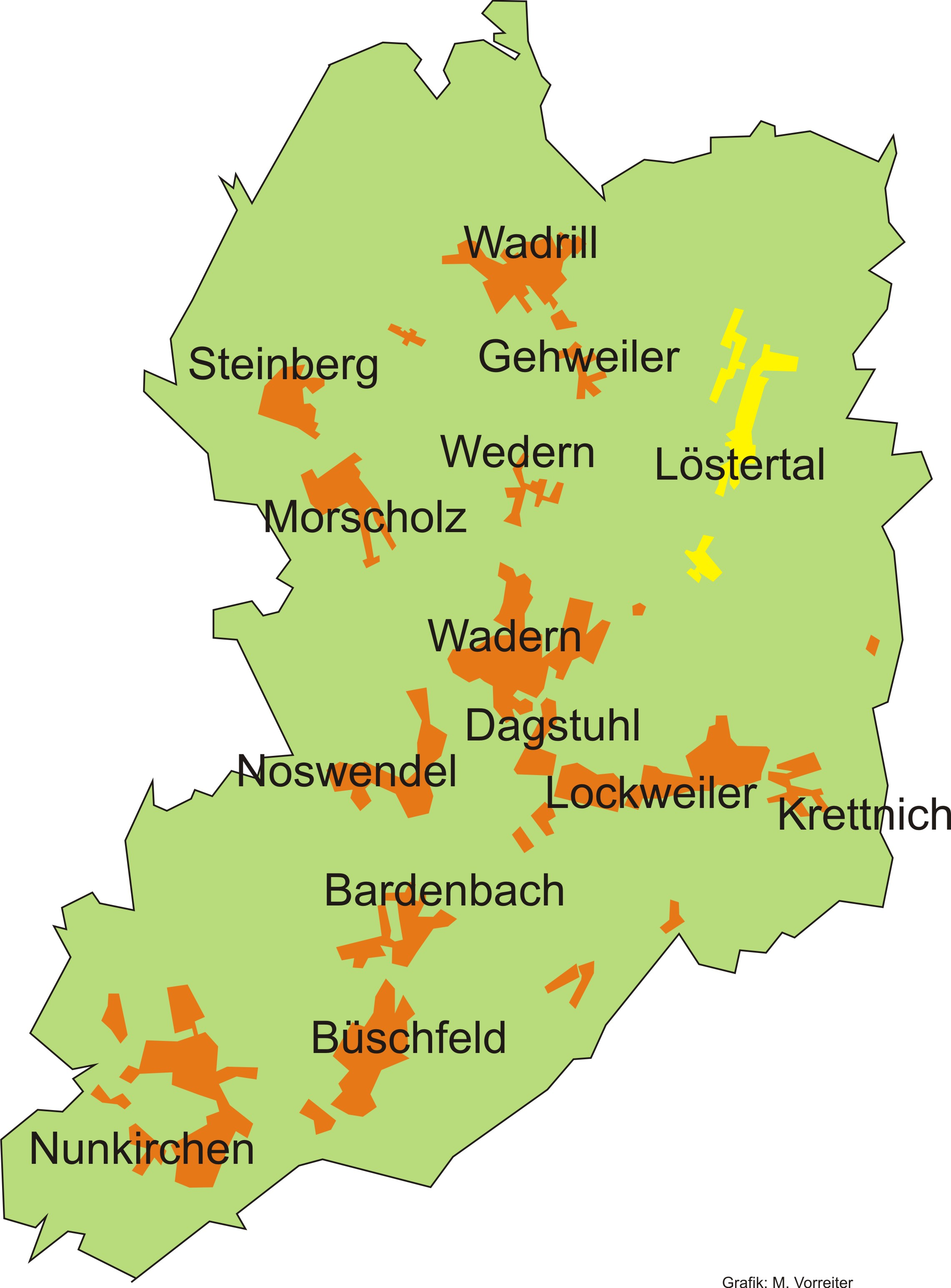
Lage von Löstertal in der Stadt Wadern

Die Stadtwerdung Waderns im Jahre 1978 war Anlass, die vier Ortschaften Buweiler, Kostenbach, Oberlöstern und Rathen als Stadtteil Löstertal zusammenzufassen. Das Löstertal mit dem Lösterbach liegt am südwestlichen Rand des Hunsrücks. Nach Fläche ist Löstertal der größte Stadtteil der Stadt Wadern.

## Geschichte
Die Löster wurde erstmals 1311 in einer Urkunde als „Lustra“ genannt. Die älteste Siedlung der Löstertal-Orte ist Buweiler, das erstmals 1334 als Landgut erwähnt wurde. Zur gleichen Zeit tauchen die ersten schriftlichen Hinweise auf Rathen als „Rhoden“ im 14. Jahrhundert und Kostenbach auf, das 1450 erstmals erwähnt wird. Oberlöstern hat seine ersten Zeugnisse in einer Urkunde von 1335.
Vor der französischen Revolution bildeten Kastel, Buweiler, Kostenbach und Rathen eine französische Exklave.
Die Gemeinden auf dem Gebiet des heutigen Stadtteils Löstertal gehörten bis zum Ende des Ersten Weltkrieges dem Amt Wadern im Kreis Merzig (Oberlöstern) bzw. dem Amt Ozenhausen (ab 1930 Amt Nonnweiler) im Kreis Trier-Land (Kostenbach und Buweiler-Rathen) an, die Bestandteile des preußischen Regierungsbezirks Trier war.
Der Kreis Merzig wurde im Jahre 1920 nach den Bestimmungen des Versailler Vertrages dem unter Völkerbundsverwaltung stehenden Saargebiet zugewiesen – mit Ausnahme der Hochwaldgemeinden. Die Amtsbezirke Wadern, Weiskirchen und Losheim verblieben unter der Bezeichnung „Restkreis“ beim Regierungsbezirk Trier. Die landrätliche Verwaltung des „Restkreis Merzig-Wadern“ befand sich in Wadern.
Nach dem Zweiten Weltkrieg verfügte Frankreich die Zugehörigkeit des „Restkreises“ und damit auch der zum Amt Wadern gehörenden Gemeinden Oberlöstern zu dem unter französischem Einfluss stehenden neu gebildeten Saarland. Das Amt Nonnweiler und damit auch die Gemeinden Buweiler-Rathen und Kostenbach, blieben im Kreis Trier-Land bis eine neue, vom Versailler Vertrag abweichende Grenzziehung sie am 1. Oktober 1946 dem Kreis St. Wendel zuordneten.
Am 1. Januar 1957 wurde das Saarland und damit das Löstertal wieder ein Teil Deutschlands. Der wirtschaftliche Anschluss an die Bundesrepublik erfolgt allerdings erst am 6. Juli 1959.
Im Rahmen der saarländischen Gebiets- und Verwaltungsreform wurden am 1. Januar 1974 die bis dahin eigenständigen Gemeinden Buweiler-Rathen, Kostenbach und Oberlöstern aufgelöst und der neuen Gemeinde, ab 1978 Stadt Wadern zugeordnet, was einen Wechsel der Landkreis-Zugehörigkeit für die Gemeinden Buweiler-Rathen und Kostenbach nach sich zog.
1979 wurden die bis dahin bestehenden Stadtteile Buweiler, Kostenbach, Oberlöstern und Rathen zum Stadtteil Löstertal vereinigt. Mit der Kommunalwahl 1979 wurde statt drei Ortsvorstehern für die einzelnen Dörfer des Löstertals ein Ortsvorsteher für den neuen Stadtteil gewählt.

## Politik

### Ortsrat
Ergebnisse der Ortsratswahlen vom 9. Juni 2024:
- CDU: 48,76 %, 4 Sitze
- SPD: 51,24 %, 5 Sitze

### Ortsvorsteher
Seit der Gebietsreform 1974:
- Buweiler-Rathen: Günter Schröder (1974 bis 1979)
- Kostenbach: Jakob Lauer (1974 bis 1979)
- Oberlöstern: Alois Thome (1974 bis 1979)

Die Orte Buweiler, Kostenbach, Oberlöstern und Rathen wurden 1978 zum Gemeindebezirk (Stadtteil) Löstertal vereinigt. Ortsvorsteher des Stadtteils Löstertal waren seit 1979 (Kommunalwahl):
- Günter Schröder (1979 bis 1984)
- Josef Backes (1984 bis 1994)
- Wolfgang Maring, CDU (1994 bis 2024)
- Roland Ruttloff, SPD (ab 2024)

### Wappen
Das Wappen – entworfen von Willy Weinen – soll die Zusammengehörigkeit der vier Löstertal-Dörfer symbolisieren: Oben rechts auf Grün ein silberner Wellenbalken, der die Löster im grünen Wiesenland symbolisiert. Das goldene Kreuz stellt die Kirche in Kostenbach dar; die goldene römisch-keltische Graburne steht für die Grabfunde in Oberlöstern. Der rote Schrägbalken mit drei gestümmelten silbernen Adlern auf Gold links oben symbolisiert die Wappen von Lothringen für Kostenbach, Buweiler und Rathen. Die rote Wolfsangel auf Gold rechts unten steht für das Wappen der Herrschaft von Sötern für Oberlöstern. Unten links auf Grün ein silberner Wellenbalken (Löster), in Gold eine Axt mit Rodhacke für die Wald- und Rodungsarbeiten in Rathen und in Gold ein Mühlstein für Mühlen und Mühlsteinfertigung.

## Kultur und Sehenswürdigkeiten

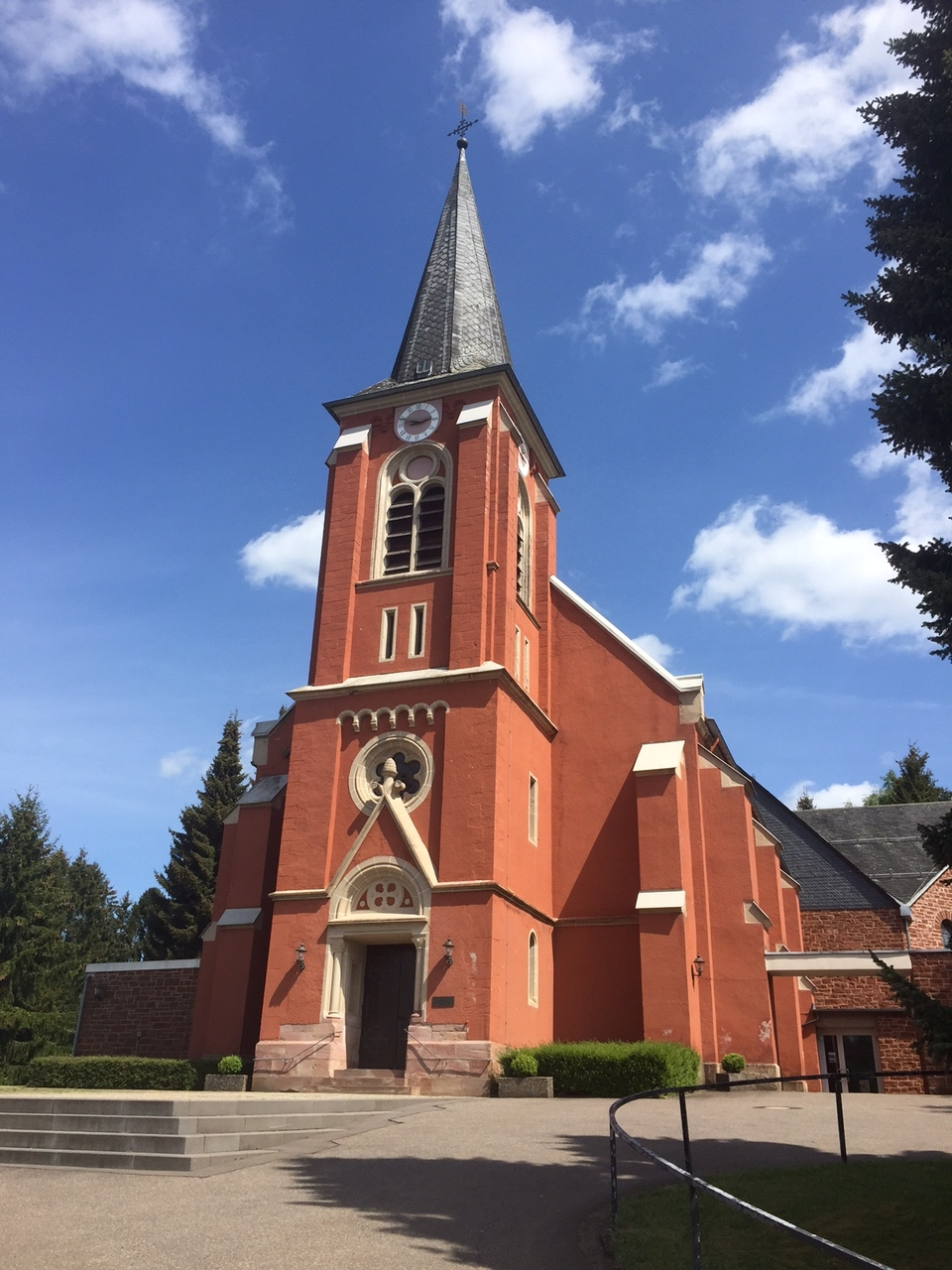
Die Pfarrkirche „Herz Jesu“ ist ein Beispiel für die neoromanische Architektur des späten 19. Jahrhunderts

Die Pfarrkirche „Herz Jesu“ wurde von 1887 bis 1889 im neoromanischen Stil erbaut und zwischen 1968 und 1972 erweitert.
In der Umgebung von Oberlöstern befinden sich in den Waldungen „Standermich“ und „Rehkopf“ frühkeltische Grabhügelgruppen aus dem 5. und 4. Jahrhundert v. Chr.

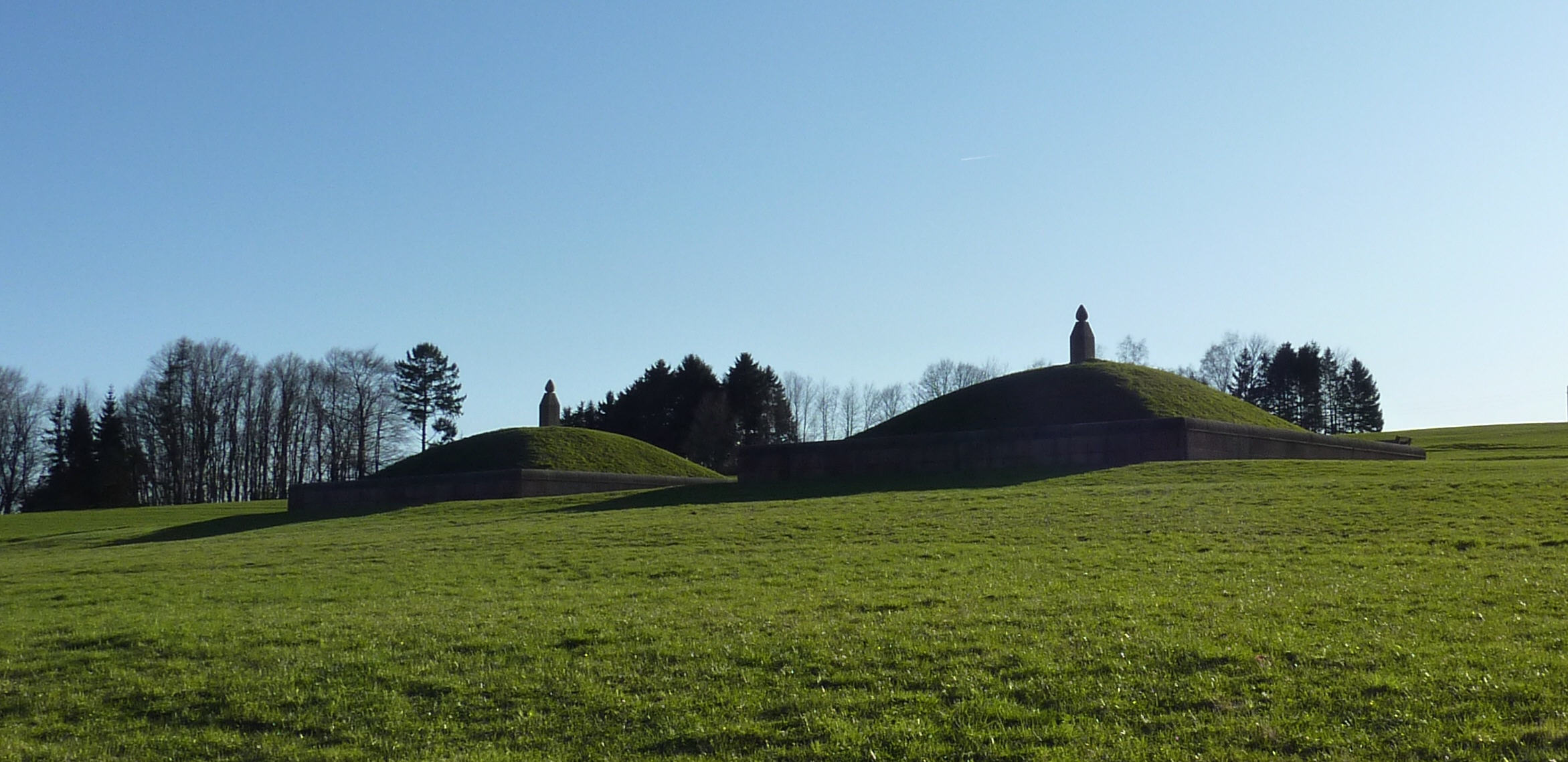
Die Grabhügel von Oberlöstern

Im Löstertal sind einige Kapellen vorzufinden: in Rathen die Kapelle Maria Himmelfahrt und die Muttergotteskapelle, in Kostenbach die Nothelfer-Kapelle und die Katharinenkapelle, in Oberlöstern die Mariengrotte, die Herz-Jesu-Kapelle, die Bruder-Klaus-Kapelle und die Marienkapelle (Hagelkapelle).
Die Marienkapelle (Hagelkapelle) ist Ausgangspunkt eines zwischen 1959 und 1961 eingerichteten Kreuzwegs mit 14 Mosaiktafeln in Kunststeinmauern, der an der Marienkapelle am Fuße des Forstberges beginnt und zur Herz-Jesu-Kapelle einige hundert Meter weiter auf der Berghöhe endet.

### Veranstaltungen
- Kirmes (3. Wochenende nach Pfingsten)
- Weihnachtsmarkt (1. Advent)
- Rathener Kirmes (15. August / Mariä Himmelfahrt)

### Vereine
Die größten Vereine (in alphabetischer Reihenfolge):
- Kulturgemeinschaft Buweiler
- Musikverein Kostenbach
- Obst- und Gartenbauverein Löstertal
- Pferdefreunde Löstertal
- Tennisclub Löstertal
- Turnverein Löstertal
- Schützenverein Hubertus Rathen

## Infrastruktur
Der Stadtteil Löstertal verfügt über eine Tennisanlage, ein Schützenhaus, eine Weiheranlage, einen Jugendclub, einen Modellflugplatz, mehrere Kinderspielplätze, ein Feuerwehrhaus, eine Pension, zwei Restaurants und ein Café. Daneben steht die Löstertalhalle für größere Veranstaltungen zur Verfügung. Das Angebot an Räumlichkeiten wird durch ein Pfarrheim sowie das Musikantenheim in der alten Grundschule ergänzt.

### Medien
- Saarbrücker Zeitung
- Wochenspiegel Hochwald
- Amtliches Bekanntmachungsblatt der Stadt Wadern

### Erziehungs- und Bildungseinrichtungen
- Staatliche Kindertagesstätte Haus der kleinen Strolche Löstertal

## Persönlichkeiten
- Matthias Seimetz (1903–1944), Steyler Missionar und Märtyrer